# Celebrity Bake Off (prima edizione)
La prima edizione di Celebrity Bake Off va in onda il 9 dicembre 2016, con un'unica puntata, su Real Time. La location di quest'anno è Villa Annoni, a Cuggiono.
La presentatrice della gara continua ad essere Benedetta Parodi, mentre al duo consolidato dei giudici (formato da Ernst Knam e Clelia d'Onofrio) si aggiunge un nuovo membro, Antonio Lamberto Martino.

## Concorrenti
- Emma e Antonino Spadaccino - (Vincitori)
- La Pina ed Emiliano Pepe
- Massimiliano Rosolino e Carolina Di Domenico
- Fabio Canino e Francesca Zanni
- Martín Castrogiovanni e Mattia Toscano
- Maria Giovanna Elmi e Rosanna Vaudetti
- Beppe Baresi e Simone Baresi
- Fabio Caressa e Diego Caressa

## Episodio
Prima TV: 9 dicembre 2016
- La prova d'ingresso - Skill test: Montare a mano la panna (senza fruste)
- La prova Cavallo di Battaglia: Preparazione di un dolce a propria scelta
- Vincitori: Emma e Antonino Spadaccino
- Dolce vincitore: Torta arcobaleno

## Ascolti
| Puntata | Messa in onda   | Telespettatori | Share |
| ------- | --------------- | -------------- | ----- |
| 1       | 9 dicembre 2016 | 908.000        | 3,50% |